# Cilifera
Cilifera is een geslacht van weekdieren uit de klasse van de Gastropoda (slakken).

## Soort
- Cilifera ciliata Golikov & Gulbin, 1990